# Ernest-Eugène Hiolle

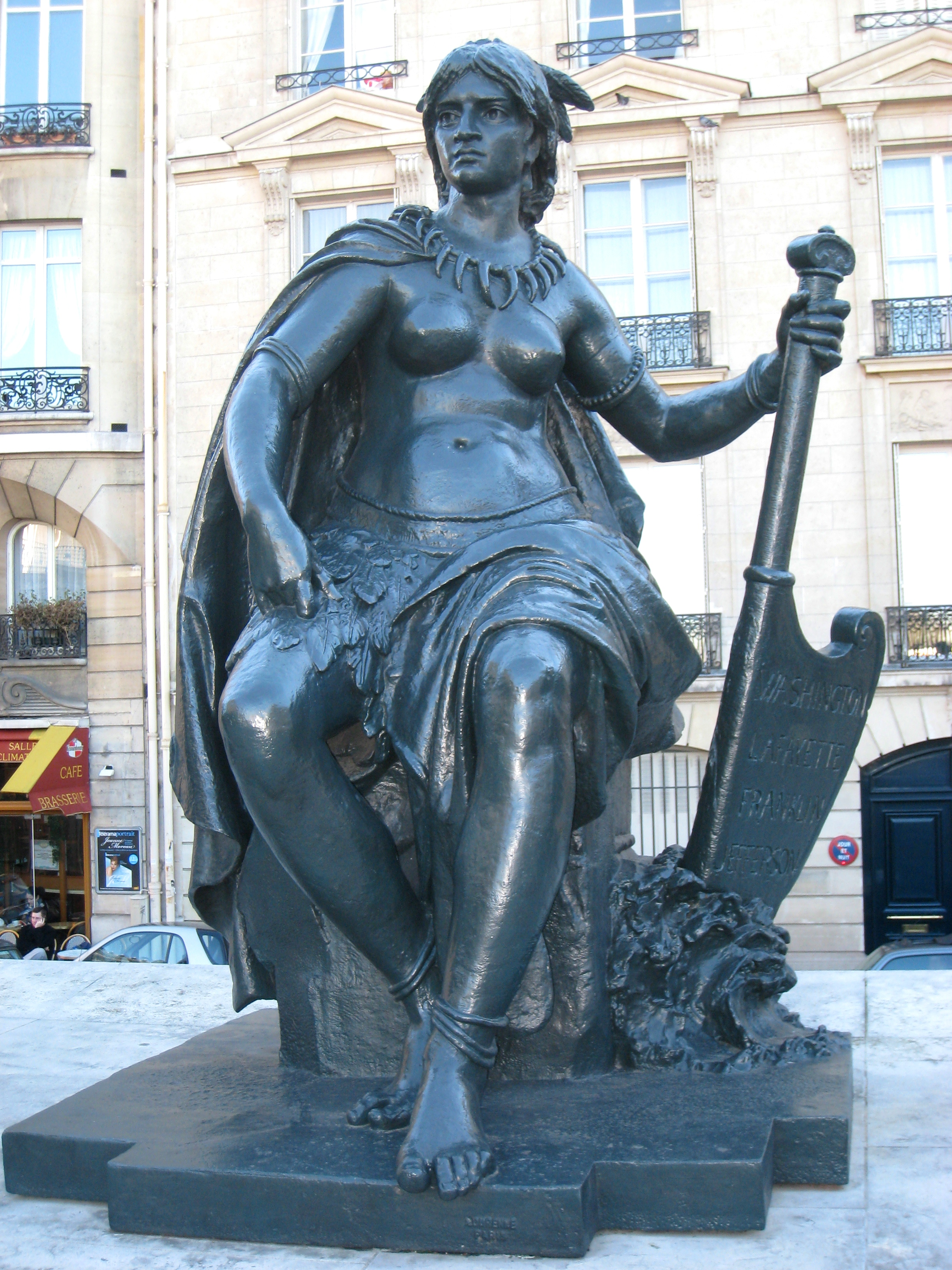
L'Amérique du Nord, by Ernest-Eugène Hiolle.

Ernest-Eugène Hiolle (5 de mayo de 1834 - 5 de octubre de 1886) fue un escultor francés que se especializó en figuras clásicas y alegóricas, realizadas en escayola y bronce, así como en retratos en busto de sus contemporáneos.
Hiolle nació en Valenciennes, donde estudió en la École Académique, posteriormente estudió en los talleres de François Jouffroy y Laurent Séverin Granfils en la École des Beaux-Arts de París. Se presentó al Premio de Roma de 1856 y en 1863 ganó el concurso. Participó en los salones desde 1866, ganó medallas de 1867 a 1870. Después de 1870participó en las grandes construcciones públicas de la Tercera República Francesa con esculturas para el Palacio Garnier, el Ayuntamiento de París, y algunos más. En 1873 es nombrado Caballero de la Legión de Honor. En el Salón de 1877 expuso los bustos en bronce de Jouffroy y Jean-Baptiste Carpeaux, y en el de 1878 una estatua en bronce del General Maximilien Sebastien Foy. También ganó una medalla de Honor en la Exposición Universal de 1878

## Selección de trabajos
- Narcissus, Jardín de Luxemburgo, 1869
- Arion assis sur un dauphin, Jardín de Luxemburgo, 1870
- St. Jean de Matha, Panteón, 1878
- L'Amérique du Nord, plaza del Museo de Orsay